# Pterospermum
Genre
Pterospermum est un genre de plantes à fleurs comprenant cinq espèces d'arbres. Traditionnellement dans la famille sterculiaceae, il est inclus dans l'extension Malvaceae par l'APG.
Certaines espèces sont cultivées dans un but ornemental tandis que d'autres sont appréciées pour leur bois.

## Liste des espèces
- Pterospermum acerifolium
- Pterospermum celebicum
- Pterospermum heterophyllum
- Pterospermum menglunense
- Pterospermum reticulatum

## Galerie

Perospermum acerifolium, État du Bengale-Occidental, Inde
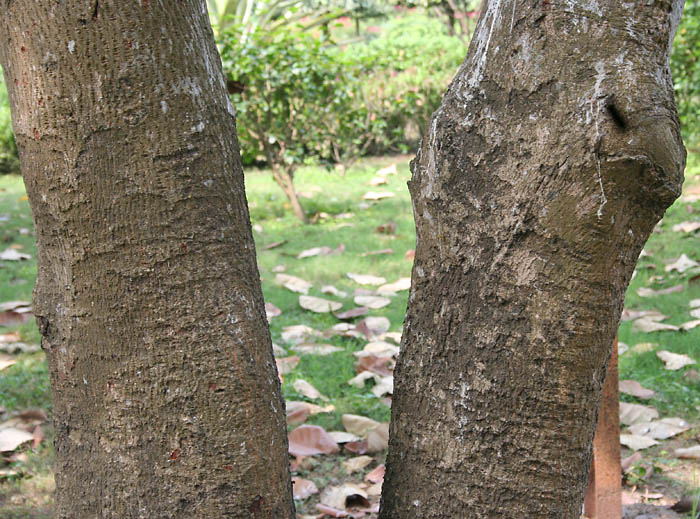
Tronc (Calcutta).
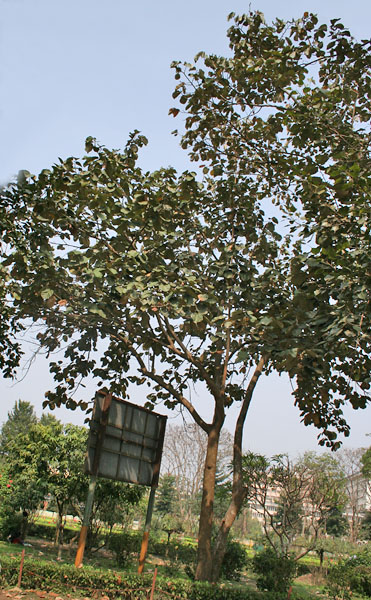
Arbre (Calcutta).
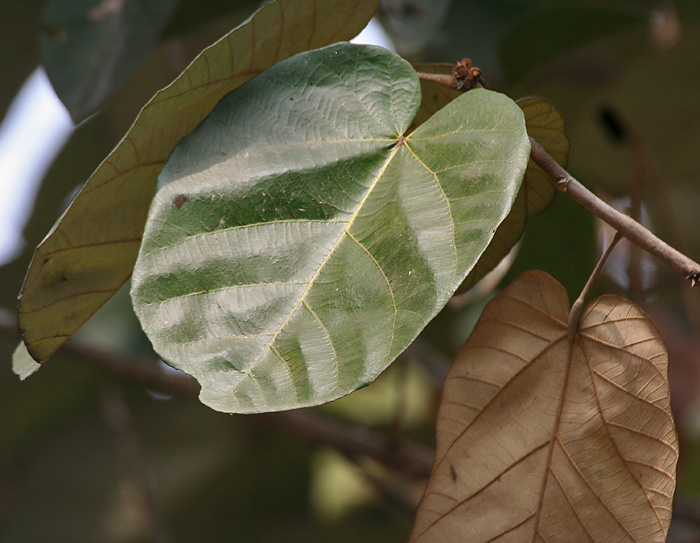
Feuillage (Calcutta).
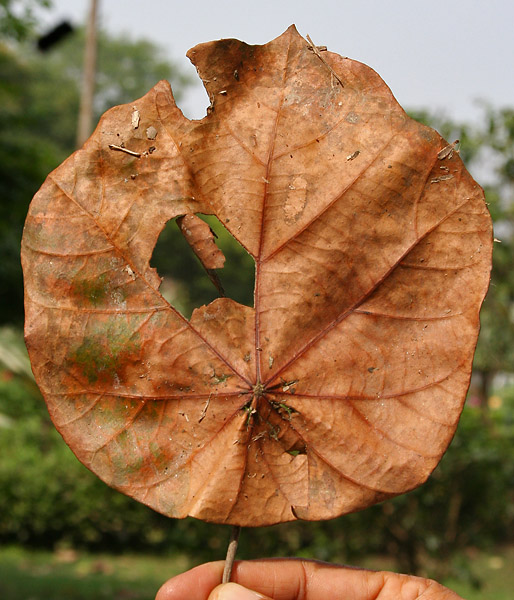
Feuille desséchée (Calcutta).
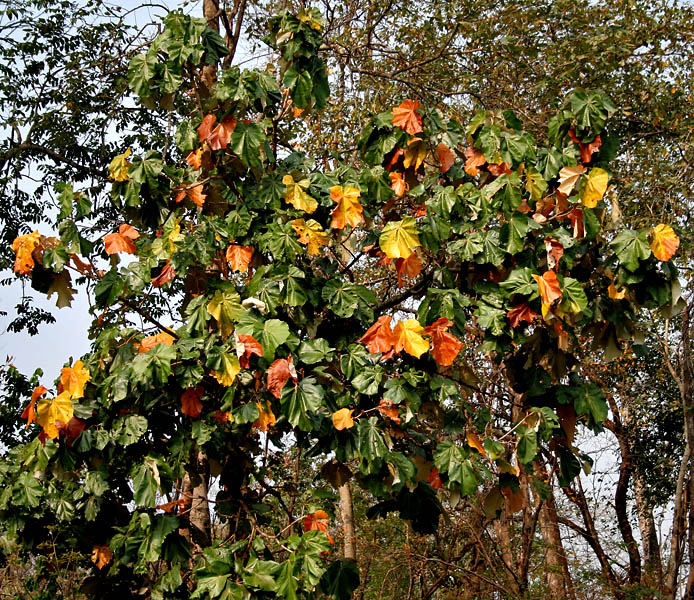
Feuillage (Jayanti, réserve des tigres de Buxa à Jalpaiguri).

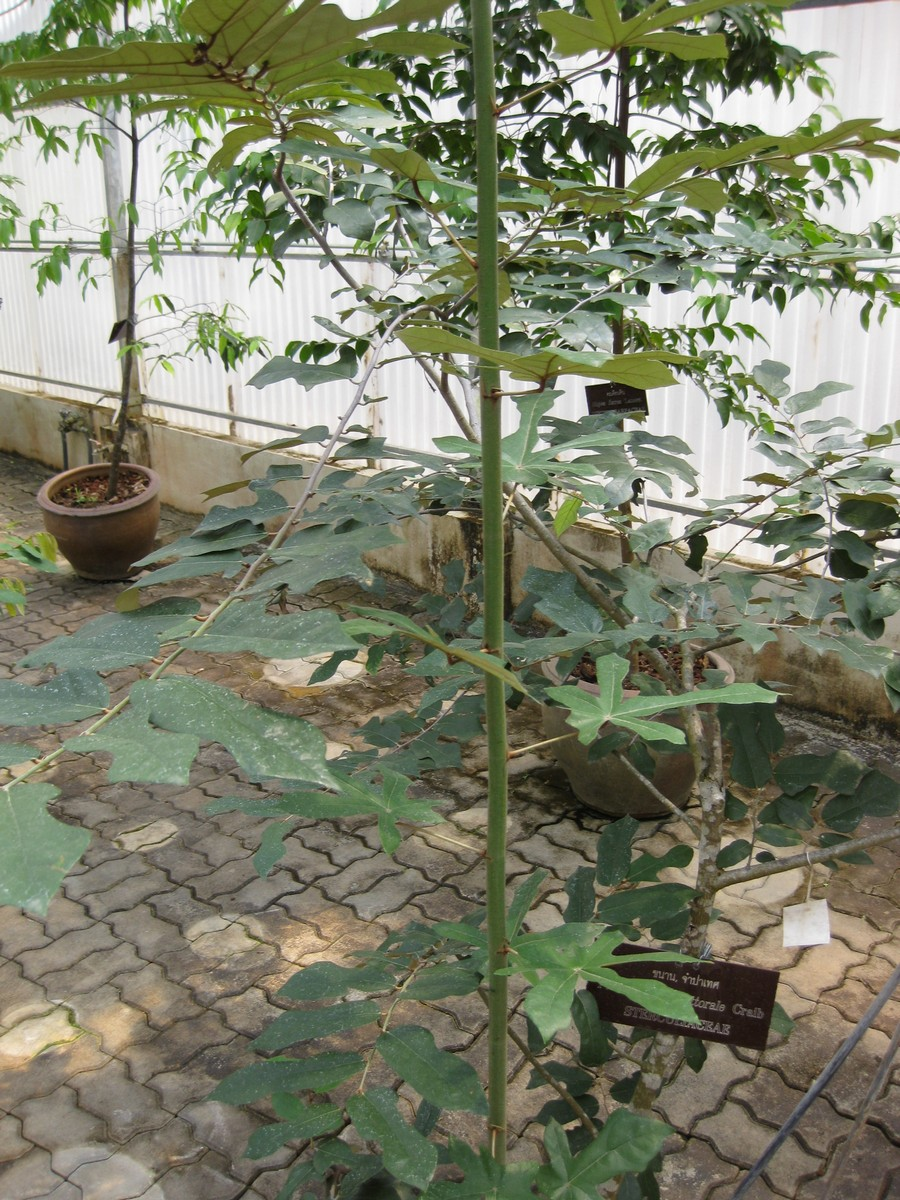
Pterospermum littorale cultivé sous serre, Jardin botanique de la reine Sirikit, en Thaïlande.

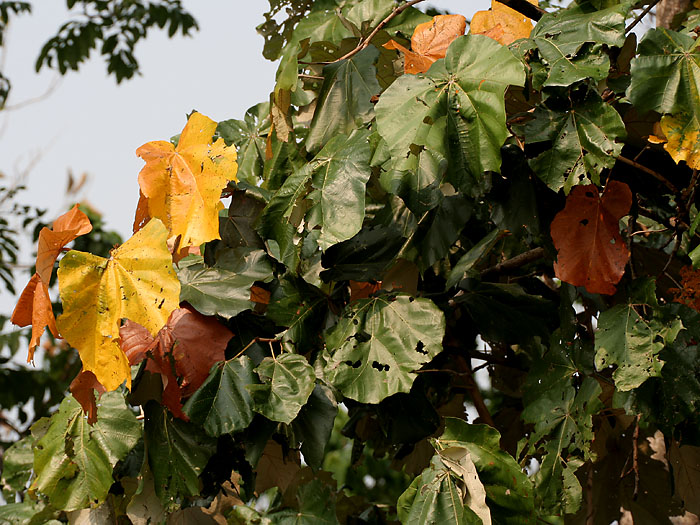
Feuillage (Jayanti, réserve des tigres de Buxa).